# Världsmästerskapet i innebandy för herrar 2004
Världsmästerskapet i innebandy för herrar 2004 var det femte världsmästerskapet i innebandy arrangerat av IFF. Det spelades i Kloten och Zürich i Schweiz mellan den 16 och 23 maj 2004.
Totalt deltog 19 länder i VM-slutspelet 2004. De åtta länderna från innebandy-VM 2002 plus de två bästa från B-divisionen 2002, Ryssland och Österrike utgjorde A-divisionen. Resterande 9 länder spelade i B-divisionen som bestod av två grupper, en med fem lag och den andra med fyra lag.
Sverige vann VM-finalen över Tjeckien med 6-4, Finland erövrade bronset i matchen om tredje pris efter en 8-7-seger mot Schweiz efter straffar.
Österrike åkte ur A-divisionen och ersattes inför nästa turnering av Italien som avancerade från B-divisionen.

## Slutställning
| A-VM 2004 | A-VM 2004 |
| --------- | --------- |
| Guld      | Sverige   |
| Silver    | Tjeckien  |
| Brons     | Finland   |
| 4.        | Schweiz   |
| 5.        | Norge     |
| 6.        | Lettland  |
| 7.        | Ryssland  |
| 8.        | Tyskland  |
| 9.        | Danmark   |
| 10.       | Österrike |

| B-VM 2004 | B-VM 2004      |
| --------- | -------------- |
| 11.       | Italien        |
| 12.       | Estland        |
| 13.       | Ungern         |
| 14.       | Nederländerna  |
| 15.       | Slovenien      |
| 16.       | Storbritannien |
| 17.       | USA            |
| 18.       | Australien     |
| 19.       | Singapore      |

## A-divisionen

### Förklaring till tabellen
Förklaringar till tabellerna:
- SP = Spelade matcher
- V = Vinster
- O = Oavgjorda
- F = Förluster
- GM = Gjorda mål
- IM = Insläppta mål
- Pts = Poäng
- MSK = Målskillnad

## Gruppspel

### Grupp A
| Lag       | SP | V | O | F | GM | IM | Pts | MSK |
| --------- | -- | - | - | - | -- | -- | --- | --- |
| Sverige   | 4  | 4 | 0 | 0 | 65 | 6  | 8   | +59 |
| Tjeckien  | 4  | 3 | 0 | 1 | 37 | 11 | 6   | +26 |
| Norge     | 4  | 2 | 0 | 2 | 43 | 30 | 4   | +13 |
| Tyskland  | 4  | 1 | 0 | 3 | 13 | 65 | 2   | -52 |
| Österrike | 4  | 0 | 0 | 4 | 6  | 52 | 0   | -46 |

| 16 maj 2004 | Österrike - Norge    | 1 - 17 |
| 16 maj 2004 | Tjeckien - Tyskland  | 20 - 1 |
| 17 maj 2004 | Sverige - Tjeckien   | 4 - 1  |
| 17 maj 2004 | Tyskland - Österrike | 9 - 2  |
| 18 maj 2004 | Norge - Sverige      | 4 - 17 |
| 18 maj 2004 | Tjeckien - Österrike | 7 - 2  |
| 19 maj 2004 | Sverige - Tyskland   | 25 - 0 |
| 19 maj 2004 | Norge - Tjeckien     | 4 - 9  |
| 20 maj 2004 | Österrike - Sverige  | 1 - 19 |
| 20 maj 2004 | Tyskland - Norge     | 3 - 18 |

### Grupp B
| Lag                                                                              | SP | V | O | F | GM | IM | Pts | MSK |
| -------------------------------------------------------------------------------- | -- | - | - | - | -- | -- | --- | --- |
| Schweiz                                                                          | 4  | 4 | 0 | 0 | 33 | 12 | 8   | +21 |
| Finland                                                                          | 4  | 3 | 0 | 1 | 49 | 7  | 6   | +42 |
| Lettland                                                                         | 4  | 1 | 0 | 3 | 15 | 25 | 2   | -10 |
| Ryssland                                                                         | 4  | 1 | 0 | 3 | 13 | 36 | 2   | -23 |
| Danmark                                                                          | 4  | 1 | 0 | 3 | 14 | 44 | 2   | -30 |
| När tre lag hamnar på samma poäng avgörs placeringarna genom de inbördes mötena. |    |   |   |   |    |    |     |     |

| 16 maj 2004 | Ryssland - Danmark  | 6 - 7  |
| 16 maj 2004 | Schweiz - Lettland  | 4 - 3  |
| 17 maj 2004 | Danmark - Schweiz   | 4 - 15 |
| 17 maj 2004 | Finland - Ryssland  | 16 - 1 |
| 18 maj 2004 | Ryssland - Schweiz  | 2 - 10 |
| 18 maj 2004 | Lettland - Finland  | 2 - 14 |
| 19 maj 2004 | Finland - Danmark   | 16 - 0 |
| 19 maj 2004 | Lettland - Ryssland | 3 - 4  |
| 20 maj 2004 | Schweiz - Finland   | 4 - 3  |
| 20 maj 2004 | Danmark - Lettland  | 3 - 7  |

## Placeringsmatcher

### Match om 9:e plats
| Datum       | Match om 9:e plats  | Resultat |
| ----------- | ------------------- | -------- |
| 21 maj 2004 | Österrike - Danmark | 4 - 6    |

### Match om 7:e plats
| Datum       | Match om 7:e plats  | Resultat |
| ----------- | ------------------- | -------- |
| 21 maj 2004 | Tyskland - Ryssland | 5 - 10   |

### Match om 5:e plats
| Datum       | Match om 5:e plats | Resultat |
| ----------- | ------------------ | -------- |
| 21 maj 2004 | Norge - Lettland   | 6 - 4    |

## Slutspelet

### Semifinaler
| Datum       | Semifinal 1       | Resultat |
| ----------- | ----------------- | -------- |
| 22 maj 2004 | Sverige - Finland | 5 - 3    |

| Datum       | Semifinal 2        | Resultat |
| ----------- | ------------------ | -------- |
| 22 maj 2004 | Schweiz - Tjeckien | 3 - 5    |

### Bronsmatch
| Datum       | Bronsmatch        | Resultat    |
| ----------- | ----------------- | ----------- |
| 23 maj 2004 | Finland - Schweiz | 8 - 7 (Str) |

### Final
| Datum       | VM-FINAL           | Resultat |
| ----------- | ------------------ | -------- |
| 23 maj 2004 | Sverige - Tjeckien | 6 - 4    |

| Världsmästare: Sverige (femte titeln) |

## B-divisionen

### Grupp C
| Lag            | SP | V | O | F | GM | IM | Pts | MSK |
| -------------- | -- | - | - | - | -- | -- | --- | --- |
| Italien        | 4  | 4 | 0 | 0 | 41 | 13 | 8   | +28 |
| Ungern         | 4  | 3 | 0 | 1 | 37 | 30 | 6   | +7  |
| Storbritannien | 4  | 2 | 0 | 2 | 23 | 26 | 4   | -3  |
| USA            | 4  | 1 | 0 | 3 | 16 | 23 | 2   | -7  |
| Singapore      | 4  | 0 | 0 | 4 | 15 | 40 | 0   | -25 |

### Grupp D
| Lag | SP | V | O | F | GM | IM | Pts | MSK |
| --- | -- | - | - | - | -- | -- | --- | --- |
| Estland                                                                                                  | 3  | 3 | 0 | 0 | 17 | 8  | 6   | +9  |
| Nederländerna                                                                                            | 3  | 1 | 1 | 1 | 19 | 17 | 3   | +2  |
| Slovenien                                                                                                | 3  | 1 | 1 | 1 | 15 | 13 | 3   | +2  |
| Australien                                                                                               | 3  | 0 | 0 | 3 | 8  | 21 | 0   | -13 |
| I första hand avgör inbördes möte placering när två lag hamnar på samma poäng, i andra hand målskillnad. |    |   |   |   |    |    |     |     |

## Placeringsmatcher

### Match om 17:e plats
| Datum       | Match om 17:e plats | Resultat |
| ----------- | ------------------- | -------- |
| 21 maj 2004 | USA - Australien    | 2 - 1    |

### Match om 15:e plats
| Datum       | Match om 15:e plats        | Resultat |
| ----------- | -------------------------- | -------- |
| 21 maj 2004 | Storbritannien - Slovenien | 4 - 9    |

### Match om 13:e plats
| Datum       | Match om 13:e plats    | Resultat |
| ----------- | ---------------------- | -------- |
| 22 maj 2004 | Nederländerna - Ungern | 4 - 10   |

## Slutspel B-divisionen

### Semifinaler
| Datum       | Semifinal 1             | Resultat |
| ----------- | ----------------------- | -------- |
| 21 maj 2004 | Italien - Nederländerna | 3 - 2    |

| Datum       | Semifinal 2      | Resultat |
| ----------- | ---------------- | -------- |
| 21 maj 2004 | Estland - Ungern | 6 - 4    |

### Final
| Datum       | Final B-VM        | Resultat   |
| ----------- | ----------------- | ---------- |
| 22 maj 2004 | Italien - Estland | 6 - 5 (SD) |